# USS Wahoo (planowany okręt podwodny)
USS "Wahoo" – nazwa planowana do nadania dwóm amerykańskim okrętom podwodnym typu Tench, które nigdy nie zostały ukończone. Pochodzi od solandry – ryby z regionu Karaibów.
USS Wahoo (SS-518) był drugim okrętem US Navy noszącym tę nazwę. Jego konstrukcja została zatwierdzona i budowę rozpoczęto, ale kontrakt anulowano 29 sierpnia 1944. Nazwę przeniesiono na okręt SS-516, którego stępka została już położona.
USS "Wahoo" (SS-516) był trzecim okrętem US Navy noszącym tę nazwę. Jego konstrukcja została zatwierdzona i budowę rozpoczęto w stoczni Mare Island Naval Shipyard, stępkę położono 15 maja 1944, ale kontrakt na budowę anulowano 7 stycznia 1946.
Ten artykuł zawiera treści udostępnione w ramach domeny publicznej przez Dictionary of American Naval Fighting Ships. 